# Antanas Rekašius
Antanas Rekašius (* 24. Juli 1928 in Pavandenė, Bezirk Telšiai, Litauen; † 9. Oktober 2003 in Vilnius) war ein litauischer Komponist.

## Leben
Rekašius studierte am Staatlichen Litauischen Konservatorium bei Julius Juzeliūnas und unterrichtete an der Juozas-Gruodis-Musikschule Komposition. Er komponierte neun Sinfonien, eine Sinfonietta, ein Orchesterkonzert, ein Konzert für zwei Klaviere, ein Saxophon- und ein Flötenkonzert, ein Opern-Oratorium,
Ballette, Kammer- und Vokalmusik. 